# Шишлов, Андрей Анатольевич
Андрей Анатольевич Ши́шлов (12 января 1945 — 7 мая 2016) — советский и российский скрипач и музыкальный педагог, участник струнного квартета имени Д. Д. Шостаковича, профессор МГК имени П. И. Чайковского, преподаватель центральной музыкальной школы при Московской консерватории, лауреат международных конкурсов. Народный артист Российской Федерации (1994).

## Биография
В 1968 г. окончил Московскую консерваторию (класс И. С. Безродного), в 1970 г. — ассистентуру-стажировку по специальности «квартет» (руководитель — Р. Р. Давидян).
С 1978 г. преподавал на кафедре камерного ансамбля и квартета Московской консерватории, с 1994 г. — профессор. Проводил мастер-классы в США, Канаде, Италии, Германии, Японии, Республике Корея. Являлся создателем программы по классу струнного квартета для музыкальных вузов страны.
Был первым скрипачом Государственного квартета имени Шостаковича (с момента основания в 1966 г.). Автор исполнительских редакций многих произведений для квартета.
Среди переложений для квартета — «Детский альбом» П. Чайковского, «Альбом для юношества» Р. Шумана, «Румынские народные танцы» Б. Бартока, «Траурная музыка» П. Хиндемита, «Лесной царь» Ф. Шуберта и многих других. В составе квартета сделал свыше 50 студийных записей на различных носителях, выпущенных в разные годы фирмами России, Великобритании, Германии, Японии, Италии, США. Гастролировал в более чем 40 странах мира.
Умер в 2016 году. Прах захоронен на Ваганьковском кладбище. в родственной могиле на участке 37.

## Награды и премии
- Народный артист Российской Федерации (3 июня 1994) — за большие заслуги в области музыкального искусства
- Заслуженный артист РСФСР (1984).
- Государственная премия РСФСР имени М. И. Глинки (1987) — за концертные программы в составе квартета имени Д. Д. Шостаковича МОФ (1984—1986).
- Лауреат Международных конкурсов струнных квартетов в Мюнхене (1970), имени Л. Вейнера в Будапеште (1973, I премия).